# Zoran Rendulić
Zoran Rendulić (in serbo Зopaн Peндулић?; Sarajevo, 22 maggio 1984) è un ex calciatore serbo, di ruolo difensore, vice allenatore della Stella Rossa.

## Caratteristiche tecniche
È un difensore centrale.

## Palmarès

### Club

#### Competizioni nazionali
- Coppa della Corea del Sud: 1

Pohang Steelers: 2012
- Coppa di serbia: 1

Čukarički: 2014-2015
- Campionato serbo: 1

Stella Rossa: 2015-2016